# Bannykus
Bannykus – rodzaj wymarłego dinozaura, teropoda z grupy celurozaurów i Alvarezsauria.
Skamieniałości nieznanych wcześniej dinozaurów znaleziono na północnym zachodzie Chin, w Sinciangu, na terenie Kotliny Dżungarskiej, w okolicy Wucaiwanu, między innymi niekompletny szkielet w okolicy Chaoge w powiecie Wulatehouqi. Kości spoczywały wśród skał grupy Tugulu, datowanych na epokę kredy wczesnej, prawdopodobnie powstałych od barremu do aptu. Wspomniany szkielet znajdował się w warstwie datowanej na apt, w formacji Bayingobi. Badanie tych szczątków pozwoliło na kreowanie dwóch nowych rodzajów dinozaurów. Jednego z nich, tego z aptu, nazwano Bannykus, podczas gdy drugiego Xiyunykus.
Nazwa rodzajowa Bannykus wywodzi się częściowo z języka mandaryńskiego, w którym słowo ban oznacza połowę. Nawiązuje ono tutaj do przejściowych, połowicznie rozwiniętych cech alwarezaurów. Drugi człon nazwy wywodzi się z greckiego onyx oznaczającego szpon. W rodzaju Xu i inni umieścili gatunek Bannykus wulatensis. Epitet gatunkowy odnosi się do powiatu Wulatehouqi, w obrębie którego dokonano odkrycia. Jego holotyp stanowi niekompletny szkielet oznakowany jako IVPP V25026.
Na podstawie obwodu kości udowej masę holotypowego okazu za życia oszacowano na 24 kg. Badanie histologiczne kości wskazało, że zmarł on w ósmym roku życia, prawdopodobnie nie osiągając wieku dorosłego. Budową zdaje się podobny raczej do przedstawicieli rodzaju Shuvuuia, alwarezaura z grupy Parvicursorinae, niż do opisanego wraz z nim Xiyunykus czy bardziej pierwotnego Haplocheirus, być może bazalnego przedstawiciela nadrodziny Alvarezsauroidea z jury. Większość cech diagnostycznych rodzaju Bannykus dotyczy szczegółów anatomii paliczków, niektóre dotyczą też otworu nadkątowego czy piszczeli i strzałki. Jednakże przeprowadzona analiza filogenetyczna ulokowała rodzaj daleko poza rodziną Alvarezsauridae. Stanowi on grupę siostrzaną kladu złożonego z rodzaju Bonapartenykus i taksonów bardziej zaawansowanych ewolucyjnie. Kolejną najbliższą grupą zewnętrzną tworzonego przez nie kladu jest klad złożony z rodzajów Xiyunykus i Tugulusaurus.
Xu i współpracownicy wskazują istotne znaczenie swego odkrycia. Odkryte przez nich rodzaje, o czym świadczy budowa ich kończyny górnej, wypełniają istniejącą uprzednio w zapisie kopalnym lukę pomiędzy wczesnym prawdopodobnym reprezentantem Alvarezsauria albo wręcz bazalnym Alvarezsauroidea z okresu jurajskiego Haplocheirus, a bardziej zaawansowanymi ewolucyjnie Alvarezsauria, które żyły 70 milionów lat później. Była to najdłuższa luka w zapisie kopalnym teropodów.